# بوستانك (قلعة خواجة)
بوستانك (بالفارسية: بوستانک) هي منطقة سكنية تقع في إيران في قسم قلعة خواجة الريفي. يقدر عدد سكانها بـ 58 نسمة .